# 堀幸夫
堀 幸夫（ほり ゆきお、1927年〈昭和2年〉8月22日 - 2024年〈令和6年〉7月5日）は、日本の機械工学者。東京大学名誉教授、金沢工業大学学事顧問。日本学士院会員。オイルウィップ、潤滑、プラスチック材料の研究で知られる。東京府出身。

## 経歴
- 東京大学卒業[2]
- 1965年 東京大学工学部産業機械工学科教授[2]
- 1988年 日本学術振興会理事[2]
- 1993年 紫綬褒章受章[1]
- 1994年 金沢工業大学副学長[2]
- 1999年 勲三等旭日中綬章受章[1]
- 2007年「トライボロジーに関する研究」で加藤康司とともに日本学士院賞[1][2]
- 2011年 日本学士院会員（第2部第5分科（工学））[2]
- 2024年7月5日、死去した[3]。96歳没。死没日付をもって正四位に叙された[4]。

## 主な著作
- 山本善之共著『固体力学』（1976年、岩波書店）
- 『流体潤滑』（2002年、養賢堂）
  - “Hydrodynamic Lubrication”（2006年、Springer Verlag）